# Bee Gees staty (Douglas, Isle of Man)
Bee Gees staty (engelska: Statue of Bee Gees) är en staty utförd av Andy Edwards tillägnad gruppen Bee Gees. Den 2,1 meter höga bronsskulpturen står på Loch Promenade i Douglas och avbildar de tre bröderna Barry, Maurice och Robin Gibb. Det £170 000 dyra projektet beställdes 2019 men stod färdigt 2021 på grund av coronapandemin. Skulptören blev inspirerad av gruppens musikvideo "Stayin' Alive" från 1977.